# Hank Reinhardt
Julius Henry („Hank“) Reinhardt  (* 18. Januar 1934 in Atlanta; † 30. Oktober 2007 in Athens) war ein US-amerikanischer Waffensammler und Experte für mittelalterliche Blankwaffen.

## Leben
Reinhardt interessierte sich seit früher Jugend für Schwerter und Messer. In den 1950er-Jahren war er während seines Dienstes in der United States Army in Europa stationiert, was ihm erlaubte Exponate in dortigen Museen zu studieren. In den 1980er-Jahren gründete er zusammen mit Bill Adams das erfolgreiche Unternehmen Museum Replicas Ltd. Das Unternehmen stellte originalgetreue Nachbauten mittelalterlicher Waffen her. Reinhardt prüfte diese Waffen intensiv und konnte so mit einigen populären Mythen aufräumen.
Reinhardt veröffentlichte Artikel in der Zeitschrift Blade, produzierte zwei Dokumentarfilme und trat in Produktionen des History- und Discovery Channel auf. Zwei seiner Bücher wurden posthum veröffentlicht.
Hank Reinhardt war mit der Science-Fiction-Schriftstellerin Toni Weisskopf verheiratet.

## Veröffentlichungen
Bücher
- Heroic Fantasy, 1979, DAW Books, ISBN 978-0-87997-455-8
- The Book of Swords, 2009, Baen Books, ISBN 978-1-4391-3282-1
- Hank Reinhardt’s Book of Knives: A Practical and Illustrated Guide to Knife Fighting, 2012, ISBN 978-1-4516-3755-7

DVDs
- Myth of the Sword, 2001
- Viking Sword, 2001